# Парламентские выборы в Антигуа и Барбуде (2023)
XVII парламентские выборы в Антигуа и Барбуде прошли 18 января 2023 года, на которых были переизбраны все 17 депутатов Палаты представителей на территории 17 одномандатных округов

## Политический контекст
Предыдущие выборы были проведены за 15 месяцев до запланированной даты, ввиду желания премьер-министра Гастона Брауна получить достаточную поддержку и легитимность для реализации ряда своих проектов, среди которых можно выделить земельную реформу 2019 года. Таким образом, Браун не просто сохранил свой пост, но и смог укрепить абсолютное большинство своей партии, обезопасив свои реформы от возможного непринятия, причём так, что партия-соперница — ОПП, осталось лишь с одним местом.
Одна из спорных реформ, которые вызвало широкие дебаты — попытка изменения конституции, где предполагалось сделать Карибский суд высшей апелляционной инстанцией, вместo Судебного комитета Тайного совета Великобритании. Данное предложение было отклонено на ноябрьском референдуме 2018 года. Новое дыхание данной идее предала смерть Елизаветы II в сентябре 2022 года, после которой Браун объявил о проведении повторного референдума о независимости и формировании республики в течение трёх лет. По сути, данный вопрос и стал одним из наиболее значимых на выборах.

## Предвыборная кампания
Прогрессисты предоставили свой манифест 9 января 2023 года. Так, партия выступила с заявлением об установлении минимального размера оплаты труда в размере 10 восточнокарибских долларов за час, а также 10-процентное повышение зарплат для государственных служащих, и создание системы стабильного водоснабжения с поддержкой малого бизнеса. Лидер партии отказался от дебатов с Лейбористами.
Лейбористы выпустили манифест 10 января, пообещав построить более 1000 новых домов, восстановить пристань на Барбуде и открыть две новые поликлиники. Обе партии при этом выразили поддержку зелёной политике. Во время кампании совершались и противоправные действия против Лейбористов, как например поджёг их отделения в округе Сент-Джонс-Сити-Ист.
Карти Андерсон, ныне независимый политик (ранее член прогрессистов), выдвинул свою кандидатуру, высказав недовольство пренебрежением граждан округа Сент-Джонс-Ррал-Уэст. Другой же независимый кандидат — Гейл Перо-Вестон, провёл кампанию за создание нового политического ландшафта на территории страны.

## Кандидаты
| №  | Округ                              | Лейбористы         | ОПП                     | ДНА              | НДБ          | Независимые      |
| -- | ---------------------------------- | ------------------ | ----------------------- | ---------------- | ------------ | ---------------- |
| 1  | Запад Сент-Джонса                  | Гастон Браун       | Алистер Томас           | Морейн Кнайт     | –            | –                |
| 2  | Восток Сент-Джонса                 | Мелфорд Николас    | Гарольд Ловелл          | Леон Смит        | –            | –                |
| 3  | Юг Сент-Джонса                     | Стеадрой Бенджамин | Франц Чалвер де Фрейтас | Роланд Тимоти    | –            | –                |
| 4  | Западный пригород Сент-Джонса      | Гейл Кристиан      | Льюис Ричард            | Стивен Ричардсон | –            | Карти Андерсон   |
| 5  | Южный пригород Сент-Джонса         | Дэрил Мэтью        | Глэдис Поттер           | Текла Томас      | –            | Гейл Перо-Уэстон |
| 6  | Восточный пригород Сент-Джонса     | Мария Браун        | Шон Берд                | Тревор Янг       | –            | –                |
| 7  | Северный пригород Сент-Джонса      | Чарльз Фернандес   | Перл Куинн-Уильямс      | Луи Ривера       | –            | –                |
| 8  | Север Сент-Мери                    | Молвин Джозеф      | Джонатан Джозеф         | Кисеан Джозеф    | –            | –                |
| 9  | Юг Сент-Мери                       | Саманта Маршалл    | Кельвин Саймон          | Эндрю Антонио    | –            | –                |
| 10 | Всех Святых Востока и Святого Луки | Колин Джеймс       | Джамал Прингл           | Эвой Найт        | –            | –                |
| 11 | Всех Святых Запад                  | Майкл Браун        | Энтони Смит мл.         | Энтони Стюарт    | –            | –                |
| 12 | Сент-Джордж                        | Дин Джонас         | Алджернон Уоттс         | Келтон Далсо     | –            | –                |
| 13 | Сент-Питер                         | Родон Тернер       | Тевон Харриетт          | Шанель Имхофф    | –            | Ашот Михаэль     |
| 14 | Север Сент-Филипа                  | Робин Йервуд       | Алекс Браун             | Марио Томас      | –            | –                |
| 15 | Юг Сент-Филипа                     | Леннокс Уэстон     | Шерфилд Боуэн           | Джоанн Массия    | –            | –                |
| 16 | Сент-Паул                          | Чет Грин           | Клеон Атхилл            | Геймал Джойс     | –            | –                |
| 17 | Барбуда                            | Кнасинтар Недд     | –                       | –                | Тревор Уокер | –                |

## Итоги выборов
| Состав Палаты Представителе XVII созыва | Состав Палаты Представителе XVII созыва | Состав Палаты Представителе XVII созыва | Состав Палаты Представителе XVII созыва | Состав Палаты Представителе XVII созыва |
| Партия                                  | Голосов                                 | %                                       | Мест                                    | Изменение                               |
| --------------------------------------- | --------------------------------------- | --------------------------------------- | --------------------------------------- | --------------------------------------- |
| Лейбористская партия                    | 20.052                                  | 47.06                                   | 9                                       | ▼-6, -12.08%                            |
| ОПП                                     | 19.267                                  | 45.22                                   | 6                                       | ▲5, 8.03%                               |
| НДБ                                     | 624                                     | 1.46                                    | 1                                       | ▬ нет изменений                         |
| Независимые                             | 2.202                                   | 5.17                                    | 1                                       | ▲1, 5.16%                               |
| Прочие партии                           | 466                                     | 1.09                                    | 0                                       | ▬ нет изменений                         |
| Недействительные голоса                 | 238                                     | 0.56                                    | ▬ нет изменений                         | ▬ нет изменений                         |
| Общий результат                         | 42.849                                  | 100                                     | 17                                      | ▬ нет изменений                         |